# Чернушенко, Владислав Александрович
Владисла́в Алекса́ндрович Чернуше́нко (род. 14 января 1936, Ленинград) — советский и российский дирижёр, хормейстер, музыкальный педагог, музыкально-общественный деятель. Народный артист СССР (1991), лауреат Государственной премии РФ (1995), профессор Ленинградской/Санкт-Петербургской консерватории.

## Биография
Владислав Чернушенко родился 14 января 1936 года в Ленинграде (ныне Санкт-Петербург), отец — Александр Львович Чернушенко (1904-?), мать — Лидия Ивановна Комарова (в девичестве - Булина, 1912-?). Начал заниматься музыкой в раннем детстве. В 1942 году в возрасте шести лет был эвакуирован из блокадного Ленинграда.
С 1944 по 1953 годы учился в Хоровом училище при Ленинградской государственной академической капелле (педагоги: по классу фортепиано — Е. А. Аванова, по классу дирижирования — А. А. Патрикеев). В 1957 году окончил Ленинградскую консерваторию им. Н. А. Римского-Корсакова по специальности хоровое дирижирование у А. Е. Никлусова. Вновь стал учиться в Ленинградской консерватории и в 1967 году окончил её уже как дирижёр оперно-симфонического оркестра у И. А. Мусина, а в 1970 году — аспирантуру.
С 1955 года некоторое время выступал в первом составе ВИА «Дружба» (вокал).
С 1958 года выступает как симфонический и хоровой дирижёр. С 1958 по 1962 годы работал в Магнитогорском музыкальном училище имени М. И. Глинки (ныне — Магнитогорская государственная консерватория имени М. И. Глинки) и дирижировал Магнитогорской хоровой капеллой. Вернувшись в Ленинград в 1962 году, организовал любительский Ленинградский камерный хор во Дворце культуры пищевой промышленности и руководил этим коллективом в течение 17 лет. С 1971 по 1974 год — второй дирижёр Ленинградского государственного академического Малого театра оперы и балета (ныне Михайловский театр).
Работал дирижёром Симфонического оркестра Карельского радио и телевидения, выступал в качестве дирижёра симфонических и камерных концертов, ставил ряд спектаклей в Оперной студии при Ленинградской консерватории. 
С этих лет активно занимается педагогической деятельностью — в Ленинградской консерватории (с 1987 года — профессор кафедры оперно-симфонического дирижирования), Хоровом училище имени М. И. Глинки, Музыкальном училище им. М. П. Мусоргского.
В 1979 году был назначен ректором Ленинградской консерватории им. Н. А. Римского-Корсакова. Эту должность занимал до 2002 года. В 2001 году Владислава Чернушенко обвинили в растрате денег, полученных Консерваторией от иностранных студентов за обучение и перечисленных на различные зарубежные счета. В 2002 году Чернушенко покинул должность ректора, уйдя в отставку.
С 1974 года — художественный руководитель и главный дирижёр Ленинградской академической Капеллы. Бессменно руководит этим коллективом уже более 40 лет. Автор статей о хоровом искусстве. Председатель Хорового общества Ленинграда-Санкт-Петербурга (с 1974). Заместитель председателя Всероссийского музыкального общества (с 1983), председатель Ленинградского-Санкт-Петербургского музыкального общества (с 1986). Член Совета по русскому языку при Президенте Российской Федерации (1995—1997). Первый президент (1997—2000) Санкт-Петербургского Рахманиновского общества, действительный член Академии творчества, академик Петровской академии наук и искусств, член Международного союза музыкальных деятелей, Музыкального общества России, Музыкального общества Санкт-Петербурга. Председатель Союза концертных деятелей Санкт-Петербурга, руководитель и организатор многочисленных фестивалей и других культурных мероприятий в Санкт-Петербурге.
В 2014 году подписал Коллективное обращение деятелей культуры Российской Федерации в поддержку политики президента РФ В. В. Путина на Украине и в Крыму.

В статье «Владислав Чернушенко» (сайт Свердловской филармонии), посвящённой его творчеству подчёркивается:
Владиславу Чернушенко принадлежит главная заслуга в снятии запретов и возвращении русской духовной музыки в концертную жизнь России. В 1981 году им был организован ставший традиционным фестиваль «Невские хоровые ассамблеи», а в 1982 году, после полувековой паузы, в концертном зале Капеллы прозвучало «Всенощное бдение» С. В. Рахманинова.
Очередной фестиваль «Невские хоровые ассамблеи», проведенный в октябре 2021 года, — «Александр Невский и ратная история Руси» — был посвящен празднованию 800-летия св. благоверного князя Александра Невского. Программа пяти концертов этого фестиваля была построена как серия литературно-музыкальных композиций, эпиграфом к которой могут послужить слова В. А. Чернушенко: «История Руси не единожды являла миру чудо воскресения ее из пепла. И каждый раз — испепеленная и поруганная — она восстает из праха в обновленной красоте и державном величии».

### Семья
- Жена — Людмила Алексеевна Чернушенко (20.04.1940 - 07.05.2023)[6], главный хормейстер государственной академической капеллы Санкт-Петербурга. Заслуженная артистка России (2004)[7].
- Сын — Александр Владиславович Чернушенко (род. 1960), дирижёр, педагог, художественный руководитель и главный дирижёр симфонического оркестра государственной академической капеллы Санкт-Петербурга и музыкального театра Ленинградской консерватории, преподаватель Санкт-Петербургской консерватории. Народный артист России (2011)[8].

## Награды и звания
| - Лауреат международного конкурса в Дебрецене (Венгрия, 1970) - Заслуженный деятель искусств РСФСР (1978) - Лауреат международного конкурса в Гориции (Италия, 1979) - Государственная премия РСФСР имени М. И. Глинки (1981) — за концертные программы (1978—1980) - Народный артист РСФСР (1986) - Премия ВЦСПС (1989) - Народный артист СССР (1991) - Государственная премия Российской Федерации в области литературы и искусства (1995) - Орден Дружбы (1996). - Премия Академии искусств Франции — за вклад в искусство (1999) - Почётный диплом Законодательного Собрания Санкт-Петербурга (2004). - Орден «За заслуги перед Отечеством» IV степени (2005) | - Почётный знак отличия «За заслуги перед Санкт-Петербургом» (2013) - Благодарность Законодательного Собрания Санкт-Петербурга (2015). - Международная премия «Балтийская звезда» (2015). - Премия Правительства Российской Федерации в области культуры (2015). - Почётный гражданин Санкт-Петербурга (2016) - Орден «За заслуги перед Отечеством» III степени (2019) - Орден «За заслуги перед Отечеством» II степени (2025) - Национальная премия «Имперская культура» имени Эдуарда Володина (2009). - Серебряная медаль «Святого Благоверного Великого князя Александра Невского» (2004) - Орден Святого благоверного князя Даниила Московского II степени (РПЦ, 2006) - Серебряная медаль «Святого Апостола Петра» (Санкт-Петербургская и Ладожская епархия, 2010) - Награды Сербской православной церкви: - Орден Святого царя Константина - Серебряная медаль Белого Ангела — за серию концертов в Сербии |

## Жюри конкурсов
- V Всероссийский открытый конкурс музыкантов-исполнителей на духовых и ударных инструментах им.Н.А.Римского-Корсакова, 2000 год, председатель президиума жюри[22]

## Аудиозаписи
- Antonin DVOŘAK. Stabat Mater, op. 58. Татьяна Новикова (сопрано), Жанна Полевцова (меццо-сопрано), Константин Плужников (тенор), Георгий Селезнев (бас), Геннадий Беззубенков (бас), хор капеллы им. М.И.Глинки п/у Владислава Чернушенко, на грампластинке «Antonin DVORAK», запись 1979 года, Мелодия:№ 202
- Jacques IBERT. Симфония-концертант для гобоя и струнных. Владимир Курлин (гобой) и Ленинградский камерный оркестр под управлением Владислава Чернушенко, на грампластинке «Музыка 20-го века (I)», запись 1984 года, Мелодия:№ 195
- Сергей Рахманинов. Вечерня, соч. 37. Хор капеллы им. М.И.Глинки п/у Владислава Чернушенко, на грампластинке «Сергей Рахманинов», запись 1986 года, Мелодия:№ 201
- Хор капеллы им. М.И.Глинки п/у Владислава Чернушенко, на грампластинке «Русская хоровая музыка 17-18-х веков», Мелодия:№ 203, запись 1986 года: - Страсти в русской традиции. Отрывки из "рукописи монаха Христофора", 1604 г.

- Древнерусские песнопения: "Хвала Господу, о душа моя", "Встречай его", "О, святый Боже"
- 5 песнопений о победе полтавчан
- Песнопение о смерти Петра Великого;
запись 1987 года:
- Василий Титов. "Ты-утешение для всех страждущих". Концерт для двенадцатичастного хора
- Артемий Ведель. "Господи, теперь позволь тебе..."
- Хор капеллы им. М.И.Глинки п/у Владислава Чернушенко, на грампластинке «Русская хоровая сакральная музыка», Мелодия:№ 204, запись 1978 года: - Александр Архангельский. Я думаю о Страшном Суде

- Дмитрий Бортнянский. Концерт для хора № 27;
запись 1987 года:
- Дмитрий Бортнянский. Херувимская песнь
- Дмитрий Бортнянский. Мы хвалим тебя
- Максим Березовский. Не откажись от меня в пору старости. Концерт для четырёхчастного хора;
запись 1988 года:
- Павел Чесноков. Бог с нами
- Павел Чесноков. - Объявил ангел 
- Павел Чесноков. Стих после Святого Причастия 
- Павел Чесноков. Знакомьтесь-это мужчина
- Петр Чайковский. Вечерня, оп. 52. Протоиерей Борис Глебов, хор капеллы имени М.И.Глинки п/у Владислава Чернушенко, на грампластинке «Петр Чайковский», запись 1979 года, Мелодия:№ 205
- Хор капеллы им. М.И.Глинки п/у Владислава Чернушенко, на грампластинке «Георгий Свиридов. Хоровая музыка», Мелодия:№ 206, запись 1982 года: - 5 припевов на стихи русских поэтов

- 3 припева на стихи А. С. Пушкина
- "Гимны Отечеству" на стихи Г. Сологуба. Кантата для хора из 4 частей;
запись 1983 года: - 3 припева из эпизодической музыки к" царю Федору Иоанновичу " А. Толстого
- 3 припева на народные стихи
- Русские народные песни в переложениях для хора Д. Шостаковича, П. Чеснокова, О. Коловского, П. Богданова, Н. Некрасова, А. Пащенко, А. Новикова. Хор капеллы им. М.И.Глинки п/у Владислава Чернушенко, на грампластинке «Русские народные песни», запись 1981 года, Мелодия:№ 207
- Сергей Слонимский. "Тихий Дон". Концерт для четырёхчастного хора на стихи старинных казахских песен. Хор капеллы им. М.И.Глинки п/у Владислава Чернушенко, на грампластинке «Сергей Слонимский. Вокальная музыка», запись 1981 года, Мелодия:№ 235
- Юрий Фалик. Кантаты, вокальные циклы и песни на стихи русских поэтов. Елена Устинова (сопрано), Нина Романова (меццо-сопрано), Хор капеллы им. М.И.Глинки п/у Владислава Чернушенко и камерный оркестр Санкт-Петербургской государственной филармонии, дирижирует Александр Дмитриев, на грампластинке «Юрий Фалик. Вокальная музыка», запись 1975, 1976, 1981, 1983, 1986 годов, Мелодия:№ 236

## Видеофильмы
- Владислав Чернушенко (Телеканал "Россия - культура", программа "Энигма", 19.09.2024), 1-я ч. , 2-я ч.

### Статьи
- Чернушенко В.А. Племя одержимых (из сборника статей "Могучее средство воспитания". сост. П.П.Левандо). — Л.: Музыка, 1978. — 144 с.
- Чернушенко В.А. Штрихи к портрету Г.А.Дмитревского (сугубо личные) // Г.А.Дмитревский: дирижёр, учёный, педагог в воспоминаниях и документах (ред.-сост. А.Б.Павлов-Арбенин). — СПб.: НИИ Химии СПбГУ, 2000. — 5–17 [495] с.